# Otolemur
Otolemur is een geslacht van zoogdieren uit de familie van de galago's (Galagidae). De wetenschappelijke naam van het geslacht werd in 1859 gepubliceerd door Charles Coquerel.

## Taxonomie
Dit geslacht bestaat uit de volgende 2 soorten:
- Geslacht: Otolemur (2 soorten)
  - Otolemur crassicaudatus – Dikstaartgalago (É. Geoffroy, 1812)
  -  Otolemur garnettii – Garnetts galago (Ogilby, 1838)